# 쓰가루 노부히사

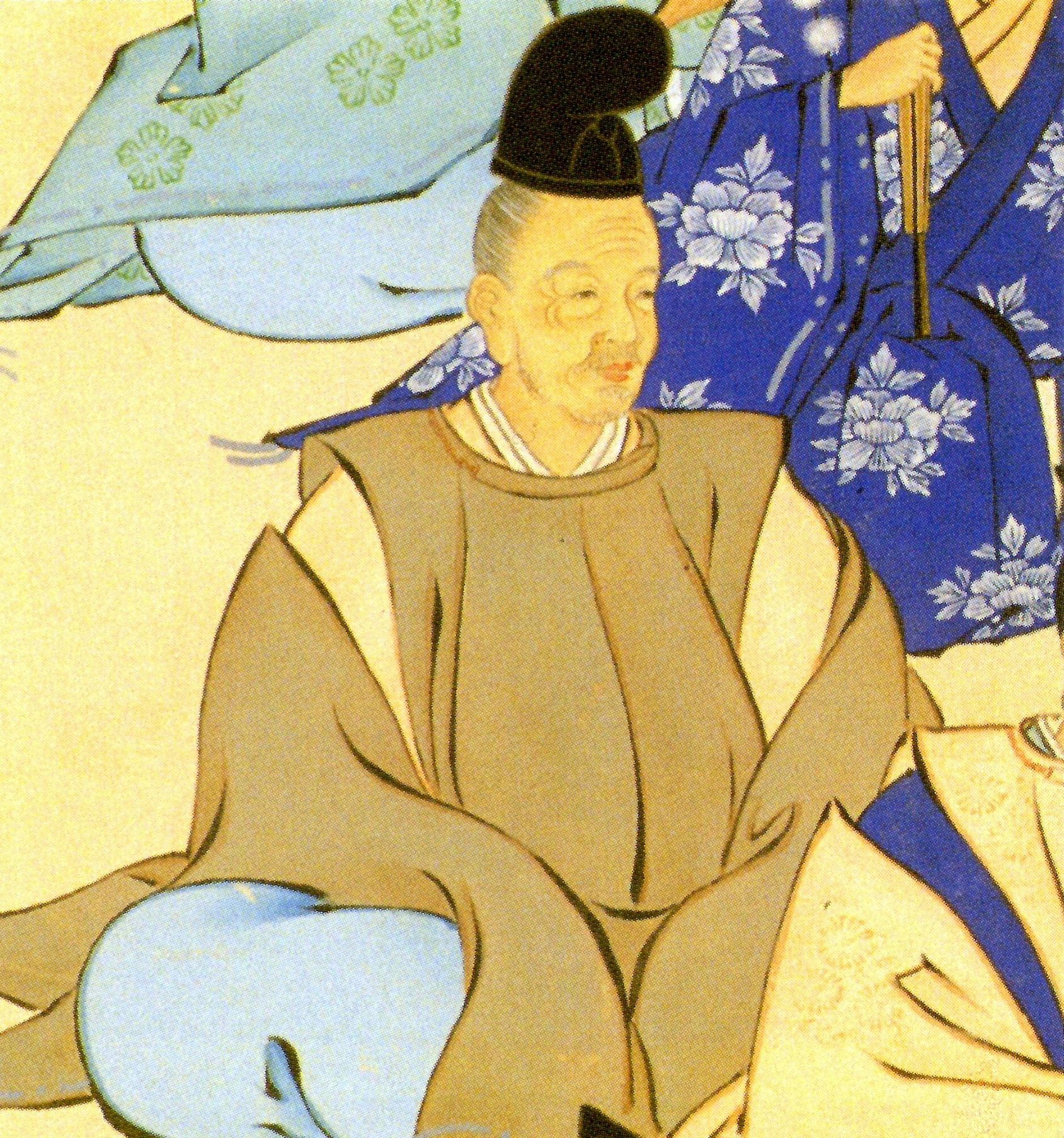
쓰가루 노부히사

쓰가루 노부히사(일본어: 津軽信寿, 1669년 6월 22일 ~ 1746년 3월 10일)는 히로사키번의 5대 번주이다. 어릴 적 이름은 다케치요(竹千代)이고, 초명은 쓰가루 노부시게(津軽信重)이다. 관위는 종5위하, 도사노카미(土佐守)이다.

## 생애
4대 번주 쓰가루 노부마사의 둘째 아들로 태어났다. 1710년, 아버지가 사망하면서 그 뒤를 이어 번주가 되었고, 아버지 묘소의 사당에 다카테루 신사(高照神社)를 건립하였다. 1731년, 적자인 노부오키(信興)가 일찍 세상을 뜨자, 그해 음력 5월 16일, 노부오키의 적자 노부아키(信著)에게 가독을 물려주고 은거하였다. 그리고 그는 머리를 깎고 호를 죽옹(竹翁), 나중에는 영옹(栄翁)으로 하였다. 1744년에 노부아키마저 죽자, 그 뒤를 이어 즉위한 어린 증손 노부야스(信寧)의 보좌를 맡았다. 1746년, 78세의 나이로 사망했다.

## 검술과 문예
노부히사는 오노 다다카즈(小野忠一)로부터 오노 파 일도류(小野派一刀流)를 직접 전수받고, 이를 다시 오노 가문의 다다카타(忠方)에게 전수할 정도로 검의 달인이었다. 그리고 가노 파의 그림을 배우는 등 회화에도 조예가 있는 당대 교양인 중 한 명이었다. 이런 점에서 그는 문화, 예술에 대한 이해도 있어서, 1723년, 에도의 칠 공예가 오가와 하리쓰(小川破笠)의 창작활동을 후원하여 하리쓰의 명성을 빛내어 주었고, 1737년에는 하리쓰와 함께 시가와 하이쿠, 그림을 담은 종합예문서 『도쿠라쿠토젠슈(独楽徒然集)』 2책을 편찬하기도 하였다. 또 쓰가루 마사카타(津軽政方)에게 명하여 『쓰가루 일통지(津軽一統志)』를 편찬하게 했다.
| 전임 쓰가루 노부마사 | 제5대 히로사키번 번주 1710년 ~ 1731년 | 후임 쓰가루 노부아키 |